# Petalostigma quadriloculare
Petalostigma quadriloculare là một loài thực vật có hoa trong họ Picrodendraceae. Loài này được F.Muell. miêu tả khoa học đầu tiên năm 1857.